# Tomasz Markowski
Tomasz Maciej Markowski (Warsaw; 30 de Maio de 1968 — ) é um político da Polónia. Ele foi eleito para a Sejm em 25 de Setembro de 2005 com 17097 votos em 4 no distrito de Bydgoszcz, candidato pelas listas do partido Prawo i Sprawiedliwość.
Ele também foi membro da Sejm 2001-2005.